# Icaro Air
Icaro Air (mã IATA = X8, mã ICAO = ICD) là hãng hàng không của Ecuador, trụ sở ở Quito. Hãng có các tuyến đường quốc nội dưới tên Icaro Express, cũng như các chuyến bay thuê bao. Căn cứ chính của hãng ở Sân bay quốc tế Mariscal Sucre, Quito.

## Các nơi đến
(Tháng 1/2005):
- Ecuador 
  - Coca
  - Cuenca
  - Esmeraldas
  - Guayaquil
  - Loja
  - Lago Agrio
  - Manta
  - Quito.

## Đội máy bay
(Tháng 2/2008):
- 2 Boeing 737-200 (thuê của Safair)
- 1 Bombardier Dash 8-200
- 3 Fokker F28 Mk4000